# Papia bifida
Papia bifida är en plattmaskart som beskrevs av Tor Karling 1956. Papia bifida ingår i släktet Papia, och familjen Polycystididae. Inga underarter finns listade.